# Hermann Heimpel

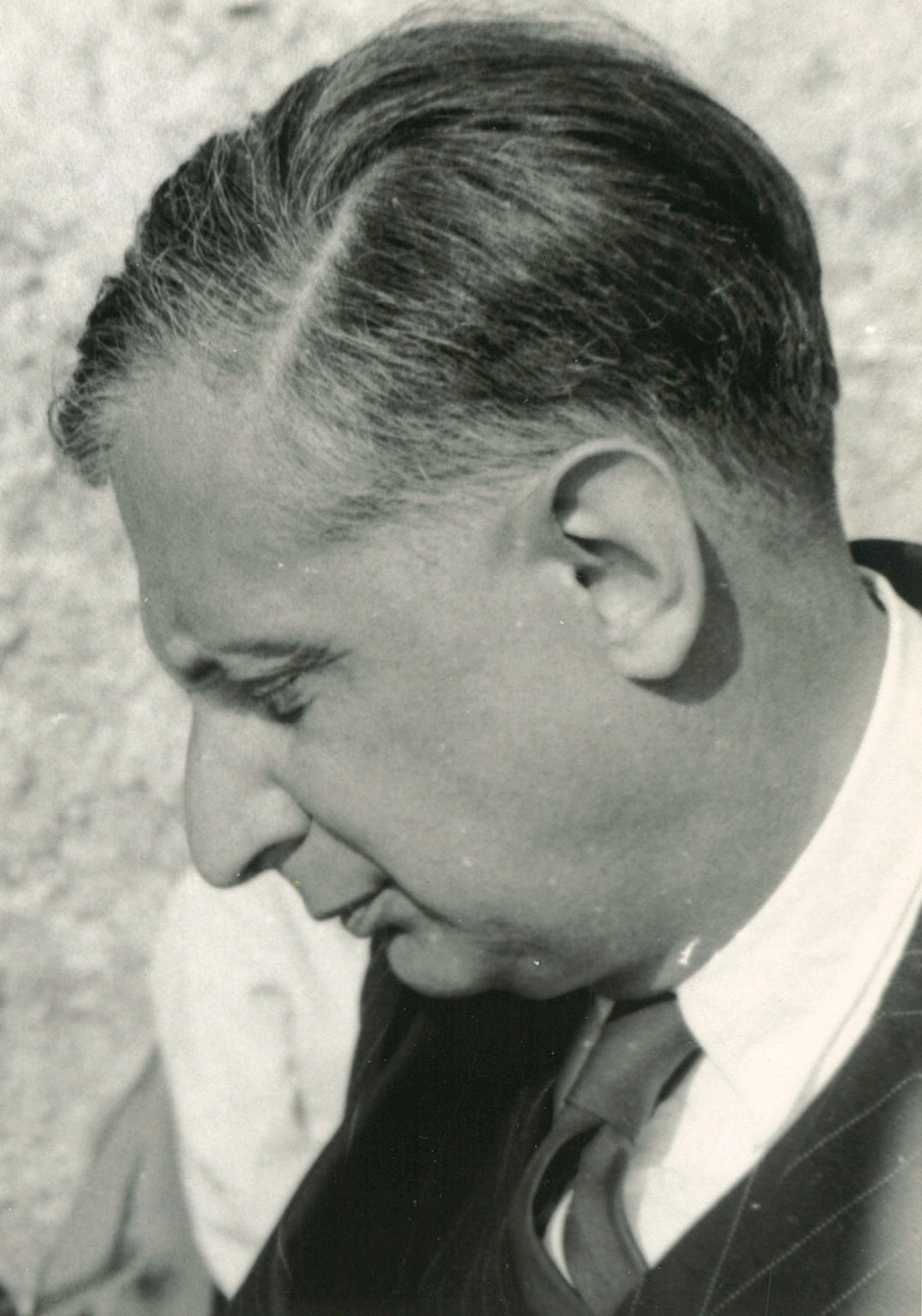
Hermann Heimpel, um 1949

Hermann Heimpel (* 19. September 1901 in München; † 23. Dezember 1988 in Göttingen) war ein deutscher Historiker mit dem Forschungsschwerpunkt Spätmittelalter.
Vor allem arbeitete Heimpel über die Reichs- und Kirchenreform des Spätmittelalters. Er lehrte als Professor für Mittlere und Neuere Geschichte an den Universitäten Freiburg (1931–1934) und Leipzig (1934–1941), an der Reichsuniversität Straßburg (1941–1945) und an der Universität Göttingen (1946–1955). In den Jahrzehnten nach 1945 prägte Heimpel wesentlich die deutsche Mediävistik. Zugleich wirkte er in der Nachkriegszeit maßgeblich in der Wissenschafts- und Bildungspolitik. Heimpel betrieb in den 1950er Jahren erfolgreich die Gründung des Göttinger Max-Planck-Instituts für Geschichte und war von 1957 bis 1971 dessen erster Direktor. Dadurch gelang es ihm, neben der Universität eine zweite einflussreiche Einrichtung für die Mediävistik zu etablieren. Göttingen stieg zu einem Zentrum der Mittelalterforschung auf. Heimpel gehörte zu den wenigen Historikern, die über ihre Verstrickungen in der Zeit des Nationalsozialismus öffentlich reflektierten. Seit dem Frankfurter Historikertag von 1998 wird sein Verhältnis zum Nationalsozialismus in der Geschichtswissenschaft kontrovers diskutiert.

## Leben

### Frühe Jahre
Die väterlichen Vorfahren von Hermann Heimpel kamen aus Lindau, die Vorfahren der Mutter stammten aus den Niederlanden. Heimpel wurde in München als Sohn von Jeanette Elisabeth Heimpel geborene Brack (1869–1948) und des Eisenbahningenieurs und -direktors Hermann Martin Heimpel (1859–1939) in eine evangelisch-lutherische Familie hineingeboren. Sein Vater gehörte zu den Pionieren der Elektrifizierung der Eisenbahn. Von Murnau nach Oberammergau baute er die erste elektrifizierte Strecke der Bayerischen Lokalbahn AG.
Als 1901 Geborener zählte Heimpel zur „Kriegsjugendgeneration“. Er gehörte damit einer Generation an, die den Ersten Weltkrieg als Kinder oder Jugendliche von zu Hause miterlebte. In der bedeutsamen Phase ihrer Sozialisation konnte sich diese Generation nicht an männlichen Vorbildern orientieren, da ihre Väter an der Front kämpften. Nach dem viel zitierten Buch von Ernst Günther Gründel aus dem Jahr 1932 war eine direkte Folge „die ungewöhnlich frühe Erschließung der Kindesseele für das große Ganze, für völkische, gesellschaftliche und schließlich auch internationale Belange und für das kollektive Erleben überhaupt“. Daraus sei eine neue Generation der „Sachlichkeit“ entstanden, die Sachliches über Persönliches gestellt habe.

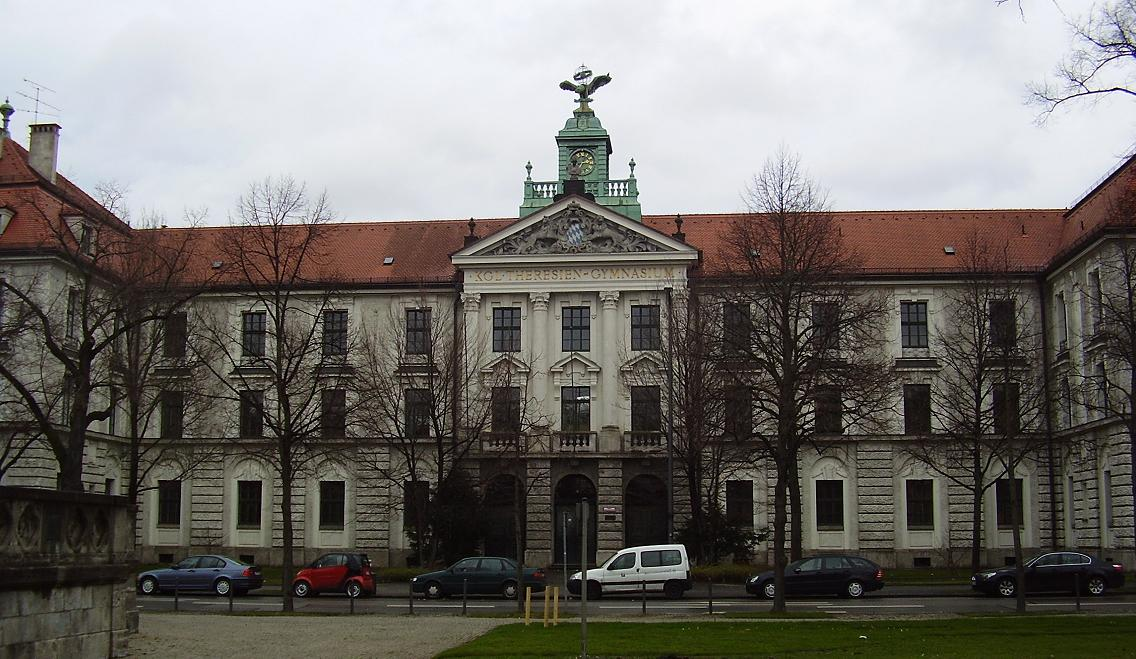
Theresien-Gymnasium München

Heimpel erhielt seine schulische Ausbildung am Theresien-Gymnasium München. Dort freundete er sich mit Albrecht Haushofer an. Im April 1920 kämpfte Heimpel im „Freikorps Epp“ im Ruhrgebiet gegen die Rote Ruhrarmee. Er studierte von 1920 bis 1924 Geschichte, Germanistik und Staatswissenschaften an den Universitäten München und Freiburg. Den Putschversuch von Adolf Hitler am 8. November 1923 im Münchener Bürgerbräukeller erlebte er als Augenzeuge mit. In München waren Siegmund Hellmann und Rudolf von Heckel als akademische Lehrer für Heimpel besonders prägend. Bei Heckel erwarb er Kenntnisse in Paläographie, Editionstechnik und Mittellatein. Hellmann ebnete Heimpel durch persönliche Empfehlungsschreiben den Weg nach Freiburg. Dort knüpfte er enge Kontakte mit Arnold Berney und Rudolf Stadelmann. Bei dem nationalkonservativen Professor für Mittlere Geschichte Georg von Below wurde Heimpel 1924 in Freiburg mit noch nicht 23 Jahren mit einer wirtschaftsgeschichtlichen Studie zum Gewerbe der Stadt Regensburg im Mittelalter promoviert. Die Dissertation wurde in erweiterter Fassung 1926 veröffentlicht. Below war ein entschiedener Feind der Demokratie und der Weimarer Republik. Heimpel versicherte später, dass Below „die Studenten mit seinen politischen Überzeugungen und Kämpfen“ verschont habe. Völlig wirkungslos blieb die politische Haltung des Lehrers auf seine Studenten aber wohl nicht, denn sie forderte letztlich zur Zustimmung oder Distanzierung heraus.

Heinrich Finke

Nach seiner Promotion wechselte Heimpel zu Heinrich Finke, bei dem er auch vier Jahre lang wohnte. Von 1924 bis 1927 arbeitete er an Finkes Edition der Akten des Konzils von Konstanz (Acta Concilii Constantiensis) mit. 1927 habilitierte er sich bei Gerhard Ritter, Georg von Below und Heinrich Finke für Mittlere Geschichte an der Universität Freiburg mit der Arbeit König Sigismund und Venedig. Die Arbeit blieb unveröffentlicht. Heimpel heiratete am 11. April 1928 die promovierte Pädagogin Elisabeth Michel. Sie war eine Tochter des Geheimen Justizrats und Vorstandsmitglieds der I.G. Farben Oskar Michel. Aus der Ehe gingen fünf Kinder hervor, Erika, der Professor der Medizin in Ulm Hermann Heimpel (1930–2014), Elisabeth, der Soziologe Christian Heimpel (* 1937), und der Orientalist Wolfgang Heimpel (* 1940). Ebenfalls 1928 wurde Heimpel Assistent von Ritter in Freiburg. Dank seiner rhetorischen Fähigkeiten übte er mit seinen Vorlesungen eine große Wirkung aus. Noch vor seinem dreißigsten Geburtstag wurde er 1931 in Freiburg als Nachfolger von Erich Caspar auf den Lehrstuhl seines Lehrers Georg von Below berufen. 1932 erschien Heimpels großes Werk über Dietrich von Nieheim. Ein Jahr später veröffentlichte er eine Edition von Dietrichs Dialog über Union und Reform der Kirche im Jahr 1410 (De modis uniendi et reformandi ecclesiam in concilio universali).

### Forschung und Lehrtätigkeit im Nationalsozialismus (1933–1945)
Da Heimpel bereits vor 1933 Professor war und sich auch in einer gefestigten beruflichen Position befand, war er zu keinen größeren politischen Zugeständnissen gegenüber dem NS-Regime gezwungen. Der NSDAP trat er nicht bei, doch war er Mitglied des NS-Dozentenbundes. Heimpel hatte zwar kein Parteibuch, zählte aber nicht zu den Regimegegnern. Er begrüßte die Machtübernahme der Nationalsozialisten. In seinen Vorträgen feierte er 1933 die „nationale Revolution“. In seiner 1933 gehaltenen und dem Freiburger Rektor Martin Heidegger gewidmeten Rede Deutschlands Mittelalter – Deutschlands Schicksal ordnete er das Mittelalter in die nationalsozialistische Ideologie ein. Der politische Wille des Dritten Reiches nehme vom Klang des mittelalterlichen Reiches „das auf, was der Gegenwart Reich sein soll: Einheit, Herrschaft des Führers, abendländische Sendung“. Heimpel sah das „Dritte Reich“ der Nationalsozialisten als die legitime Fortsetzung des „mittelalterlichen Reiches“ und des deutschen Kaiserreichs an. Am 14. November 1933 erklärte er in einer Vorlesung Deutsche Geschichte im späteren Mittelalter vor seinen Freiburger Studenten Adolf Hitler zu ihrem „Führer zur Freiheit, zu einem neuen Deutschland, zu einem neuen Abendland“. Heimpel sah Deutschland in seiner Geschichte als Opfer Frankreichs an. Er meinte, die Politik der mittelalterlichen deutschen Könige sei nicht aus expansionistischen Bestrebungen „imperialistisch“ gewesen; vielmehr hätten sie aus „Sorge für den Glauben, für die Reinheit der Kirche an Haupt und Gliedern“ und aus „Sorge für den gottgewollten Zustand der Welt“ gehandelt. Die französische Politik seit dem 12. Jahrhundert hingegen deutete er als „Ausbreitungspolitik gegen Deutschland“, die nun ihr Ende erreicht habe. Johannes Fried sieht in diesen „Vorreden“ gegenüber den Studenten zu Beginn des Wintersemesters 1933/34 ein „den Terror verherrlichende[s] Pathos“ zutage treten. Josef Fleckenstein deutete Heimpels 1933 gehaltene Rede Deutschlands Mittelalter – Deutschlands Schicksal als Höhepunkt von dessen Annäherung an das NS-Regime. Gegen Fleckenstein hat Frank Rexroth darauf hingewiesen, dass es auch aus späteren Jahren ähnliche Äußerungen Heimpels gibt.
Politisch engagierte sich Heimpel nicht. Nach Einschätzung Klaus P. Sommers könnte er der DDP, der DVP und im September 1930 der SPD seine Stimme gegeben haben. Heimpel selbst gab 1946 in alliierten Fragebögen an, im November 1932 und im März 1933 die DVP gewählt zu haben.
1934 wurde Heimpel ordentliches Mitglied der Heidelberger Akademie der Wissenschaften. Im selben Jahr wechselte er an die Universität Leipzig. Dort trat er die Nachfolge seines früheren Lehrers Hellmann an, der von den Nationalsozialisten schon im April 1933 entlassen worden war. Heimpel berichtete in einer in seinem Nachlass aufgefundenen und nicht publizierten Würdigung Hellmanns von einem Gespräch desselben mit Heimpel und dessen Schwester Wilma in der Silvesternacht 1932/33. Darin hatte Hellmann vorhergesagt, dass er nach einem vermutlichen Regierungsantritt der Nationalsozialisten mit seiner rechtswidrigen Entlassung im Frühjahr 1933 rechne. In einem Brief vom 3. Mai 1933 erinnerte Hellmann Heimpel an seine Aussage in der Silvesternacht, die Heimpel nicht hatte glauben wollen. In der Silvesternacht hatte Hellmann sich auch Heimpel als Nachfolger gewünscht. Der jüdische Gelehrte wurde im Zuge des von den Nationalsozialisten am 7. April 1933 eingeführten sogenannten Berufsbeamtengesetzes entlassen. Hellmann geriet in wirtschaftliche Not und musste Heimpel 1935 um ein Darlehen bitten. Der Kontakt zwischen ihnen endete mit Hellmanns Dank dafür. Hellmann lebte die nächsten Jahre zurückgezogen. 1942 wurde er deportiert und im KZ Theresienstadt ermordet. Anne Christine Nagel zufolge zählt Heimpels 1952 in der Historischen Zeitschrift veröffentlichter Nachruf „zu den raren Eingeständnissen von Schuld und Scham über die Behandlung der jüdischen Kollegen während des Dritten Reichs“.
Heimpels Leipziger Antrittsvorlesung behandelte das Thema Alexander von Roes und das deutsche Selbstbewußtsein des 13. Jahrhunderts. Ein Jahr nach seiner Berufung nach Leipzig wurde Heimpel am 5. Juni 1935 ordentliches Mitglied der Sächsischen Akademie der Wissenschaften zu Leipzig. Bis 1941 lehrte er als Professor für Mittlere Geschichte in Leipzig. Ein enger Kontakt entstand in dieser Zeit mit Herbert Grundmann, dessen Interesse für spätmittelalterliche Geistesgeschichte Heimpel teilte. Gemeinsam bearbeiteten die beiden Gelehrten die Edition der Schriften Alexanders von Roes für die Monumenta-Reihe Staatsschriften des späteren Mittelalters.
Heimpels Verhältnis zur nationalsozialistischen Ideologie in seiner Zeit als Leipziger Hochschullehrer blieb zwiespältig. Ohne Vorbehalte unterstützte er in Jena seinen Schüler Eberhard Otto, einen SS-Angehörigen und Propagator des Germanen- und Führerkultes, gegen Michael Seidlmayer, den er 1942 in einem Brief an Rudolf Stadelmann als „subalternen Zentrumskröterich“ bezeichnete. Zugleich förderte er Hermann Mau, der dem Nationalsozialismus kritisch gegenüberstand.
Seit 1936 gehörte Heimpel der Historischen Kommission bei der Bayerischen Akademie der Wissenschaften an. Seine Mitgliedschaft dauerte 52 Jahre und damit länger als die jedes anderen der 150 Mitglieder seit dem Gründungsjahr 1850. Anlässlich der 1936 mit großem propagandistischem Aufwand gefeierten tausendsten Wiederkehr des Todestages Kaiser Heinrichs I. veröffentlichte Heimpel einen Beitrag in der nationalsozialistisch ausgerichteten Zeitschrift Vergangenheit und Gegenwart. Dort fragte er nach den Bedingungen für die Entstehung des „Ersten Reiches“. Solche Beiträge gehörten zu den zeittypischen Schwerpunkten der Mediävistik. Noch zwei Monate vor Kriegsbeginn war Heimpel anscheinend von der Friedfertigkeit der Außenpolitik Hitlers überzeugt. Im selben Jahr zeigte er in einer am französischen Nationalfeiertag (14. Juli 1939) gehaltenen Rede seine Abneigung gegen Frankreich. Unter einer Huldigung des „Führers des Dritten Reiches“ bezeichnete er Frankreich als das Land einer „Fremde besonderer Art“, als „das Land der feindlichen, der bösartigen, der heimlich geliebten Brüder [...] Nur Brüder kann man töten und lieben zugleich“. Ursula Wolf konnte in den Schriften Heimpels „keinerlei Anzeichen für eine Ablehnung des 1939 begonnenen Krieges“ auffinden. Nach dem Beginn des Feldzugs gegen Frankreich schrieb Heimpel: „Frankreich ist wieder zum Krieg gegen Deutschland angetreten [...]. Krieg mit Frankreich ist etwas Besonderes, er hat einen höheren Rang, den Rang der Gemeinsamkeit und der Feindschaft zugleich.“ Ernst Schulin stellte bei Heimpel einen „auffallenden antifranzösischen Affekt“ fest, mit dem er dem „nationalsozialistischen Geschichtsbild am nächsten kam“.
Nach Hartmut Boockmann und Josef Fleckenstein hat sich Heimpel völkischen und rassistischen Äußerungen mutig entgegengestellt. Als Beleg dafür wurde Heimpels Kritik an der Position des Germanisten Otto Höfler auf dem Erfurter Historikertag von 1937 angeführt. Fleckenstein behauptete, Heimpel sei „dem von dem Germanisten Otto Höfler propagierten Germanenmythos und dem Versuch der Einengung der deutschen Geschichte auf die germanische Komponente“ entgegengetreten. Diese Sichtweise findet jedoch in der Fachwelt keine Zustimmung mehr. Nach Anne Christine Nagel äußerte sich Heimpel in seiner Kritik an Höfler abwägend. Höflers These einer germanischen Kontinuität befürwortete er. Frank Rexroth zufolge hat Heimpel 1937 ausdrücklich die Arbeiten des Rassekundlers Adolf Helbok vor der versammelten Sächsischen Akademie der Wissenschaften gelobt.
Im Jahr 1938 veröffentlichte Heimpel seine bedeutende Darstellung des Spätmittelalters im von Otto Brandt, Arnold Oskar Meyer und Leo Just herausgegebenen Handbuch der deutschen Geschichte. Im August 1939 wurde er zur Wehrmacht eingezogen. Er ist 1939 als Hauptmann in der Panzerjägerabteilung 24 der 24. Infanterie-Division nachgewiesen. Heimpel selbst gab 1946 in einem Fragebogen des Military Government of Germany Folgendes an: Er habe den Rang eines Leutnants der Reserve erreicht und das Eiserne Kreuz II, das Sturmabzeichen sowie das silberne Verwundetenabzeichen verliehen bekommen. Wegen einer an der Westfront erlittenen Verwundung wurde er aus der Wehrmacht entlassen. Später legte er Wert auf den nicht besonders hohen militärischen Rang, den er erreicht habe, und kokettierte damit gegenüber Kollegen, die ebenfalls Offiziere – allerdings in höheren Rängen – bei der Wehrmacht gewesen waren.
Im Jahr 1941 erhielt Heimpel einen Ruf an die neu gegründete „Reichsuniversität Straßburg“, die den Nationalsozialisten nach dem Sieg über Frankreich als Vorzeigeuniversität dienen sollte. Er nahm den Ruf an, obwohl er sich bewusst war, dass eine Lehrtätigkeit im kürzlich eroberten Straßburg nicht unproblematisch sein würde. Für Heimpel war es „ein Geschenk des Himmels“, im Elsass mittelalterliche Geschichte erforschen zu können. In den Straßburger Monatsheften veröffentlichte er 1941 mit Die Erforschung des deutschen Mittelalters im deutschen Elsaß ein Grundsatzpapier über die Aufgaben der Mediävistik. Darin bekannte er sich ausdrücklich zum nationalsozialistischen Staat als legitimem Nachfolger des Kaiserreiches: „Auch dieses Reich ist Ordnung Europas aus seiner Mitte. Mit seinem Blute verteidigt es die Vergangenheit und die Zukunft Europas gegen eine Barbarenwelt, die keine Vergangenheit kennt.“ In Straßburg beschäftigte sich Heimpel mit den Staufern im Elsass und der burgundischen Geschichte im Spätmittelalter. So publizierte er 1942 und 1943 Beiträge über Friedrich Barbarossa, Peter von Hagenbach und Karl den Kühnen. Den Deutsch-Sowjetischen Krieg begrüßte er und verteidigte dessen Fortsetzung noch im Jahr 1943.
Seit 1943 war Heimpel korrespondierendes Mitglied der Heidelberger Akademie der Wissenschaften. Im Wintersemester 1944/45 übernahm er in Göttingen die Vertretung des Lehrstuhls von Percy Ernst Schramm. Ende November 1944 musste Heimpel mit seiner Familie angesichts der anrückenden französischen Truppen Straßburg verlassen. Nach dem Rückzug aus dem Elsass beherbergte er in seinem Ferienhaus in Falkau im Hochschwarzwald mehrere Jahre lang die Familie des Straßburger Verfassungsrechtlers Ernst Rudolf Huber, dabei auch Wolfgang Huber.
In Falkau widmete er sich der Lektüre klassischer Literatur und verfasste seinen autobiographischen Roman Die halbe Violine. In dieser Darstellung befasste sich Heimpel nicht mit der jüngsten deutschen Vergangenheit, sondern setzte sich mit der Erinnerung an seine Münchener Jahre auseinander. Den Abschnitt über den Putschversuch Hitlers am 8. und 9. November 1923 sparte er aber aus. Die Autobiographie wurde in einer Besprechung von Fridolin Solleder als „ein Zeitbild und Kulturdokument des bürgerlichen Zeitalters“ bezeichnet.

### Nachkriegszeit
Eine Berufung an die Ludwig-Maximilians-Universität München auf den seit 1941 vakanten Lehrstuhl für mittelalterliche Geschichte scheiterte im Februar 1946 an der Entnazifizierungspolitik der amerikanischen Militärregierung. Nach Peter Herde verdrängte Heimpel den tatsächlichen Grund dieses Fehlschlags und gab konfessionelle Motive als Ursache an: Das „Gift der längst veralteten Konkordatsprofessuren“ gerinne zu einer „schwarzen Personalpolitik“, in der „die wahren Motive nie offen“ lägen. In Bayern sah Heimpel „katholische Konfessionspolitik oder bayerischen Partikularismus“ entstehen. Doch traten die beiden der katholischen Görres-Gesellschaft angehörenden Mitglieder der Berufungskommission Rudolf von Heckel und Heinrich Günter für Heimpels Erstplatzierung ein.
Der mit Heimpel befreundete Werner Heisenberg verfasste für Heimpels Entnazifizierungsverfahren am 23. Mai 1946 ein entlastendes Gutachten. „Ich weiß aus vielen Gesprächen, daß Herr Heimpel die politische Entwicklung in Deutschland seit 1933 mit der größten Sorge verfolgt hat und daß die Ideologien und Schlagworte der damaligen Regierung auf ihn nicht den geringsten positiven Eindruck gemacht haben. [...] Herr Heimpel hat in allen Fällen, die mir bekannt sind, die Sache der Wissenschaft und die Sache des Rechtes gegenüber den Angriffen der sogenannten Weltanschauung und der Gewalt vertreten.“
Am 25. August 1949 wurde Heimpel Mitglied der Akademie der Wissenschaften und der Literatur Mainz. Zum 1. Oktober 1949 wurde er zum ordentlichen Professor für mittlere und neuere Geschichte an der Universität Göttingen ernannt. Von 1946 bis 1988 gehörte Heimpel der Zentraldirektion der Monumenta Germaniae Historica an und damit so lange wie kein anderer zuvor. Im Dezember 1947 wurde er Mitglied der Göttinger Akademie der Wissenschaften.
In der zweiten Hälfte der 1950er Jahre machten Heimpel und sein Kollege Percy Ernst Schramm das Historische Seminar in Göttingen zu einem der angesehensten Zentren der Geschichtswissenschaft in Deutschland. In den folgenden Jahren kam eine Reihe von Titeln und Ämtern hinzu. Er gehörte 1948 mit Gerhard Ritter, Hermann Aubin und Herbert Grundmann zum Gründungsausschuss des 1949 in München auf dem ersten deutschen Historikertag nach dem Krieg gegründeten deutschen Historikerverbandes. Ritter wurde zum Vorsitzenden gewählt und Heimpel wurde Schriftführer. Als einer von acht Delegierten des deutschen Historikerverbandes nahm er 1950 am ersten Internationalen Historikertag der Nachkriegszeit in Paris teil. Zum Wintersemester 1953/54 übernahm er das Rektorat der Universität Göttingen. Im Jahr 1953 wurde er im Rotary Club Göttingen aufgenommen. Außerdem wurde er im selben Jahr zum Präsidenten der Westdeutschen Rektorenkonferenz gewählt. Heimpel war zusätzlich Vizepräsident der Deutschen Forschungsgemeinschaft.
Im Jahr 1957 wurde Heimpel erster Direktor des Göttinger Max-Planck-Instituts für Geschichte, das er bis 1971 leitete. Mit der Gründung wollte Heimpel an das 1917 von Paul Fridolin Kehr gegründete und 1944 geschlossene Kaiser-Wilhelm-Institut für deutsche Geschichte anknüpfen.

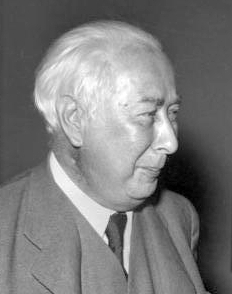
Theodor Heuss (1953)

Mit Bundespräsident Theodor Heuss pflegte Heimpel engen Kontakt. Mit Heuss und dem FAZ-Mitherausgeber Benno Reifenberg gab er eine Neuausgabe des fünfbändige Werks Die großen Deutschen heraus. 1957/58 war er, obwohl parteilos, als Nachfolger von Heuss im Amt des Bundespräsidenten im Gespräch, doch lehnte er im Oktober 1958 eine Kandidatur ab. Ein Grund dafür war die „Schlüter-Affäre“. Der neue Kultusminister von Niedersachsen Leonhard Schlüter hatte 1955 aufgrund von Protesten vor allem seitens mehrerer Göttinger Professoren, der Universitätsleitung und der Studenten gegen die Veröffentlichungen von Werken prominenter NS-Autoren in seinem Göttinger Verlag nach wenigen Tagen zurücktreten müssen. Auch Heimpel hatte den Protest unterstützt. Später hatte Schlüter eine Streitschrift veröffentlicht, die auch einige belastende Aussagen über Heimpels NS-Vergangenheit enthielt. Heimpel meinte in einem Brief an Heuss, dass das Offenlegen seiner Vergangenheit „ihn nicht gerade schrecken und auch nicht gerade abhalten werde“, eine Kandidatur anzustreben, doch befürchte er, dass das Präsidentenamt „in unerwünschter Weise“ Schaden nehmen könne. Als weiteren Grund für eine Ablehnung der Kandidatur führte er seine zahlreichen wissenschaftlichen Ämter und Funktionen an; er ließ durchblicken, dass ihm als Wissenschaftler das Politische letztlich fremd sei. Heimpel verzichtete auch darauf, für den sozialdemokratischen Bundestagsabgeordneten Adolf Arndt ein Bundestagsmandat zu übernehmen, da er sich auf seine Tätigkeit als Direktor des Max-Planck-Instituts für Geschichte konzentrieren wolle.
Seit 1955 gehörte Heimpel dem Wissenschaftlichen Beirat der Sachbuchreihe Rowohlts deutsche Enzyklopädie. Von 1958 bis 1962 war er Mitglied des Kuratoriums der Friedrich-Naumann-Stiftung für die Freiheit.
In der Hochschulreformdiskussion der 1960er und 1970er Jahre gestand Heimpel weniger sein eigenes menschliches Versagen in der NS-Zeit ein, sondern suchte die Schuld in der Wissenschaft: Die Universität habe die Persönlichkeitsentwicklung zu wenig gefördert und daher die Gelehrten nicht dazu befähigt, dem Nationalsozialismus standzuhalten. Im Jahr 1965 hielt er einen Festvortrag mit dem Titel Liebeserklärung an die deutsche Universität anlässlich des 35. Fortbildungskurses für Ärzte in Regensburg. Darin gestand er ein: „Denn ich hatte zwar genug historische Gelehrsamkeit, aber nicht genug historische Bildung erworben [...]“. Neben Forschung und Lehre solle die Universität mit der menschlichen Bildung ein drittes Aufgabenfeld übernehmen. In Göttingen hatte dies 1953 zu der Gründung des Studentenwohnheims Historisches Colloquium geführt. Trotz Kritikpunkten am Hochschulbetrieb befand Heimpel, die deutsche Universität sei „im Kern gesund“. Den Studentenprotesten der sogenannten 68er-Bewegung stand er ablehnend gegenüber. Die generelle Kritik am Hochschullehrer („Unter den Talaren – Muff von 1000 Jahren“) traf ihn tief. Heimpel sprach nun vom „unehrenhaften Beruf des Professors“.
Heimpel ließ sich 1966 zum frühestmöglichen Zeitpunkt emeritieren. Als akademischer Lehrer hatte er zahlreiche Schüler, darunter Hartmut Boockmann, Irene Crusius, Arnold Esch, Karl Hauck, Helmut Ibach, Joachim Leuschner, Hermann Mau, Wolfgang Metz, Heinz Quirin und Gerhard Taddey. Es bildete sich jedoch keine Schule im Sinne eines Kreises von Schülern mit einem gemeinsamen Forschungsgebiet heraus. Nach der Emeritierung konzentrierte sich Heimpel verstärkt auf die Arbeit am Max-Planck-Institut für Geschichte. Seine dortige Zeit als Direktor endete 1971. Anlässlich der Nachfolgeregelung wurde eine bedeutsame Änderung der Institutsstruktur vorgenommen: Im Oktober 1971 übernahmen Rudolf Vierhaus und Josef Fleckenstein gemeinsam die Leitung des Max-Planck-Instituts für Geschichte. Der Vorschlag, das Institut von zwei Direktoren leiten zu lassen, war von Heimpel gekommen. Der eine Direktor sollte sich schwerpunktmäßig auf das Mittelalter konzentrieren, der andere auf die Neuzeit.

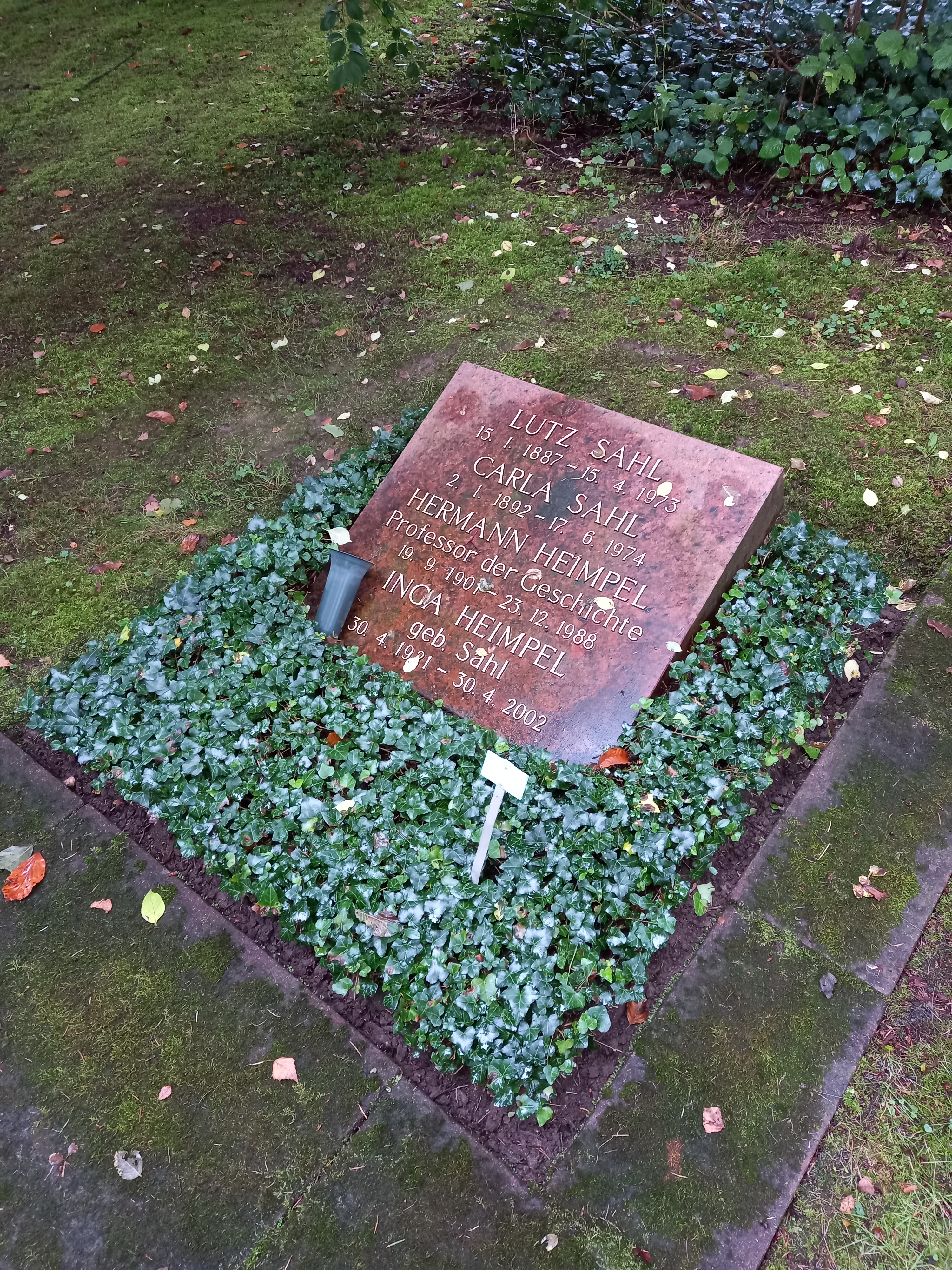
Das Grab von Hermann Heimpel und seiner zweiten Ehefrau Inga geborene Sahl auf dem Stadtfriedhof Göttingen

Im April 1972 starb Heimpels erste Frau, die bekannte Pädagogin Elisabeth Heimpel, unerwartet. 1973 heiratete er Inga Sahl (1921–2002). Im April 1988 erkrankte Heimpel schwer. Er starb am 23. Dezember 1988 in der Göttinger Universitätsklinik.

## Werk
Zu Heimpels Forschungsschwerpunkten gehörten die Reichs- und Kirchenreform im 14. und 15. Jahrhundert, Burgund sowie das Spätmittelalter als Ganzes. Die lebenslange Beschäftigung mit der Kirchen- und Reichsreform machte ihn zu einem führenden Kenner der Kirchengeschichte des Spätmittelalters. Ergebnisse seiner eingehenden Forschungen zur spätmittelalterlichen Wirtschafts-, Geistes- und Kulturgeschichte veröffentlichte er 1938 in vorläufiger Form unter dem Titel Deutschland im späten Mittelalter und 1957 unter dem Titel Deutschland im späteren Mittelalter. Die Forschungsschwerpunkte des neuen Max-Planck-Instituts für Geschichte waren die Pfalzenforschung, die Germania Sacra und das Spätmittelalter. Das Ziel der Germania Sacra war die systematische Aufbereitung des Quellenmaterials zur Geschichte der deutschen Bistümer, Domkapitel, Stifte und Klöster. In der Pfalzenforschung wurde ein „Repertorium“ aller deutschen Königspfalzen begonnen. Heimpel begründete außerdem die Neuauflage des „Dahlmann-Waitz“, der maßgebenden Bibliographie zur deutschen Geschichte. Im Spätmittelalter standen die Kirchen-, Konzils- und Bildungsgeschichte im Vordergrund. Von den Großprojekten, die Heimpel initiiert hatte, war beim Ende seiner Amtszeit als Direktor noch keines abgeschlossen.
Heimpel brachte die Edition der Akten des Konzils von Konstanz (Acta Concilii Constantiensis) zum Abschluss. Mit Herbert Grundmann eröffnete er bei den Monumenta Germaniae Historica die Abteilung Staatsschriften des späteren Mittelalters mit der 1949 erschienenen Edition der Schriften des Alexander von Roes. Über viele Jahre betreute er die Staatsschriften. Als Mitglied der Historischen Kommission bei der Bayerischen Akademie der Wissenschaften war er seit 1936 für die ältere Reihe der Deutschen Reichstagsakten verantwortlich.
Heimpel veröffentlichte Prozessakten gegen die Hussiten und erschloss sie durch Kommentierung. Als seine größte Leistung gilt sein Alterswerk Die Vener von Gmünd und Straßburg 1162–1447. Das dreibändige, über 1600 Seiten umfassende Werk vollendete er in den 15 Jahren zwischen der Emeritierung und seinem 80. Lebensjahr. Dargestellt wurde die Geschichte einer bürgerlichen Familie vom 12. bis zum 15. Jahrhundert. Im Mittelpunkt der Untersuchung stand der Jurist und Protonotar Job Vener, über den Heimpel zu zahlreichen neuen Einsichten kam. Die Darstellung wurde in der Mittelalterforschung als ein großes Werk angesehen. Paul Uiblein stellte in seiner 1985 veröffentlichten Besprechung fest: „Fast alle Probleme der Reichs- und Kirchenreform des 14. und der ersten Hälfte des 15. Jahrhunderts kommen in diesen Bänden im glänzenden Stil Heimpels zur Sprache, so dass dieses Werk [...] für eine fundierte Kenntnis vieler Bereiche des deutschen Spätmittelalters unentbehrlich sein wird.“ Eine umfassende Geschichte der spätmittelalterlichen Konzilien oder des Spätmittelalters legte Heimpel aber nicht vor. In den 1980er Jahren verfolgte Heimpel in mehreren Studien die Anfänge der herrscherlichen Evangelienlesung im Weihnachtsgottesdienst und bei der Krönungsmesse. Heimpel erwies sie als Neuerung des 14. und 15. Jahrhunderts.
Anlässlich des 550. Jahrestages der Eröffnung des Konstanzer Konzils hielt Heimpel im Herbst 1964 auf einer Tagung des Konstanzer Arbeitskreises für mittelalterliche Geschichte den Vortrag Das deutsche 15. Jahrhundert in Krise und Beharrung. Sein Vortrag steht am Ende eines Bewertungszeitraums, in welchem das 15. Jahrhundert von Historikern „die schlechteste Note“ erhalten hatte. Heimpels Vortrag leitete einen Paradigmenwechsel in der deutschen Mediävistik ein. Schon 1980 wurde im Rahmen der Reihe Oldenbourg Grundriss der Geschichte das 15. Jahrhundert als einziges Jahrhundert eigens thematisch behandelt. Kein Jahrhundert wurde in jüngster Zeit so sehr erforscht wie das fünfzehnte.
Zur Bedeutung Heimpels trug auch sein sprachliches Ausdrucksvermögen bei, wie etwa seine Beschreibung des spätmittelalterlichen Reiches zeigt: „Um die vielfältigen Bilder adeligen und bürgerlichen Stolzes in einer innigeren Kunst, im Auf und Ab einer strotzenden Wirtschaft, in Reichtum und schreiender Armut pendelten die Gewichte der Macht ohne Ruhe“. Im Jahr 1985 erhielt er vor allem für Die halbe Violine (1949), die autobiographische Geschichte seiner „Jugend in der Haupt- und Residenzstadt München“, den Sigmund-Freud-Preis der Akademie für Sprache und Dichtung in Darmstadt für wissenschaftliche Prosa. Die halbe Violine war nach Horst Fuhrmann „vorgetragen in einer unnachahmlichen, packend-schwebenden Sprache, dicht am Geschehen und doch entfernt, privat-individuell und doch gemeingültig“.

### Prägung des Mittelalterbildes der Deutschen
Heimpel präsentierte den Deutschen das mittelalterliche Reich als die Macht, die vom 10. bis zum 12. Jahrhundert Europa dominierte, den anderen Völkern überlegen war und mit dem Kaisertum die höchste weltliche Würde vergab. Im Verlauf des Mittelalters hätten die Kaiser jedoch diese Machtstellung verloren. Dieses im Deutschen Kaiserreich und in der Weimarer Republik unter anderem von Karl Hampe geprägte Geschichtsbild wurde von Heimpel im Jahr der nationalsozialistischen „Machtergreifung“ unter dem Titel Deutschlands Mittelalter – Deutschlands Schicksal sprachgewaltig gebündelt. Gleich zu Beginn des Vortrags verkündete er: „Deutschlands Mittelalter ist Deutschlands Anfang in Macht, Größe und Weltruf [...]. Darum ist auch in den Herzen des Dritten Reiches stark und durchaus lebendig das Gefühl, daß in jenem Ersten Reich der Deutschen, dem Reich der heroischen Kraftanstrengung, der Macht und der Einheit Urbilder des deutschen Daseins stehen müßten, nach denen heute wieder die Jünglinge sich bilden und die Männer handeln.“ Im 10. und 11. Jahrhundert stand nach Heimpel das deutsche Königtum auf dem Höhepunkt seiner Machtstellung. „In dieser Macht waltet aber zugleich ein Ordnungsprinzip. Denn Weltdienst, nicht Weltherrschaft war der Inhalt des Reichs: die Deutschen sind die großen Ordner unter den europäischen Völkern gewesen“. Für den Verfall der deutschen Königsmacht waren nach Heimpel die Reformkirche, der Adel und die anderen christlichen Nationen verantwortlich. Sie hätten diesen Dienst der Deutschen nicht gewürdigt. Noch in seinen viel beachteten Vorlesungen in den 1950er Jahren stellte Heimpel „feine Risse“ der Königsmacht für die Salierzeit fest, in der das Reich in die „Schlucht“ des Investiturstreits gestürzt sei. In Canossa habe „das alte sakrale Königtum [...] die Todeswunde empfangen, welche die Staufer nicht mehr zum Heilen brachten.“ Die Ordnung Europas durch die Deutschen sei das Vermächtnis des Mittelalters für die Gegenwart. Dieses Geschichtsbild beeinflusste das nationale Identitätsbewusstsein der Deutschen erheblich. Heimpel bereitete durch seine Ausführungen den geistigen Boden für eine Politik, die Deutschland wieder eine Vormachtstellung in Europa verschaffen sollte. Dieses bereits vor 1933 entstandene und von Heimpel zugespitzte Geschichtsbild wurde von den Nationalsozialisten instrumentalisiert.

### Vergangenheitsbewältigung
Heimpel gehörte nach 1945 zu den wenigen Gelehrten, die sich über ihre politischen Irrtümer öffentlich äußerten. Dabei machte er einen Lernprozess durch. Noch im Mai 1949 äußerte er in einem Brief an Gerhard Ritter, dass so mancher „zu einem SA-Rang wie die Jungfer zum Kinde kam“. Im Dezember 1949 lehnte er es in einem Brief an Gerhard Ritter deutlich ab, über sein Verhältnis zum Nationalsozialismus Auskunft zu erteilen. Auch in der Nachkriegszeit blieb Heimpel den alten politisch-historischen Deutungsmustern verhaftet. Hatte er seinen Hörern 1933 Deutschland als das jahrhundertelange Opfer französischer Ausdehnungspolitik präsentiert, so sah er auch nach 1945 die Deutschen in der Opferrolle, wie er in seiner in den 1950er Jahren gehaltenen Vorlesung Deutsche Geschichte ausführte.
Von Heimpel stammt das Konzept der „Vergangenheitsbewältigung“. Am Volkstrauertag 1955 sprach er in seiner Rede Über den Tod fürs Vaterland, in der er auf die alliierte Besatzung und ihre Entnazifizierungspolitik einging, von der „Rache der grausamen Sieger“. Damit folgte er einem damals verbreiteten Deutungsmuster. Er sprach aber auch über die Juden, die in den Konzentrationslagern und Todeskammern ermordet worden waren. Dadurch ließ er eine heroische Verklärung des Sterbens für das Vaterland hinfällig werden. In seiner Neujahrsansprache im Norddeutschen und Westdeutschen Rundfunk am 1. Januar 1956 forderte Heimpel zu einem Erinnern an die deutsche Geschichte als Form einer Buße für eine Schuld auf. Nicolas Berg sah in seiner 2003 veröffentlichten Studie die in den 1950er Jahren vorgelegten Arbeiten Heimpels neben denen von Fritz Ernst und Reinhard Wittram als eine „notwendige erste Etappe auf dem Weg zum Sprechen über den Völkermord“ an. Heimpels Bemühen war für Berg eine „Transformation einer Auseinandersetzung mit der nationalsozialistischen Vergangenheit [...] vom schamkulturellen Paradigma der nationalen Schmach und des Ehrverlustes [...] zu einem schuldkulturellen Paradigma der Verantwortung“.
Nach Heimpels Vortrag Gegenwartsaufgaben der Geschichtswissenschaft von 1959 hat die Geschichtswissenschaft zwei Aufgaben. Die eine davon erfülle sie, „wenn sie die Zeit im ordnenden Denken bewältigt“. Die andere Aufgabe bestehe darin, „den Menschen frei zu machen von seinen dunklen Bedingtheiten, von Ressentiment und Tabu, vom Gesetz von Druck und Gegendruck, von Aktion und Reaktion, von Parteilichkeit, Zorn und unbereinigtem Gewissen: Geschichte ist Bewältigung der Vergangenheit“. Den damals noch nicht etablierten Begriff „Bewältigung der Vergangenheit“ verwendete Heimpel nicht im heute geläufigen Sinn einer Aufarbeitung des Nationalsozialismus. Unter „Bewältigung“ verstand er vielmehr das Gewinnen von Distanz zu herkömmlichen Vorurteilen und Einseitigkeiten, wodurch man „Freiheit von der Geschichte“ erlangen könne.

### Auszeichnungen und Mitgliedschaften
Für seine Forschungen wurden Heimpel zahlreiche wissenschaftliche Ehrungen und Mitgliedschaften zugesprochen. Neben den Mitgliedschaften in den Akademien Mainz, München, Leipzig, Heidelberg, Göttingen und Wien war er von 1968 bis 1975 Mitglied des Kuratoriums des Max-Planck-Instituts für europäische Rechtsgeschichte in Frankfurt am Main. Er wurde 1986 korrespondierendes Mitglied der British Academy. Heimpel war Ehrenmitglied des Instituts für Österreichische Geschichtsforschung und des Germanischen Nationalmuseums in Nürnberg. Anlässlich seines 70. Geburtstages erschien 1972 eine von Mitarbeitern des Max-Planck-Instituts für Geschichte herausgegebene dreibändige Festschrift. Die Juristische Fakultät der Universität Freiburg verlieh ihm anlässlich seines 70. Geburtstages die Ehrendoktorwürde. Ebenfalls 1971 wurde er mit der Ehrenmedaille der Stadt Göttingen ausgezeichnet. Außerdem erhielt Heimpel von der Stadt Goslar 1965 den Kulturpreis. Das Große Verdienstkreuz des Verdienstordens der Bundesrepublik Deutschland wurde ihm 1967 verliehen. 1976 erhielt Heimpel die Medaille „München leuchtet“ in Silber, 1984 den Bayerischen Maximiliansorden für Wissenschaft und Kunst.

## Wirkung

### Wissenschaftliche Nachwirkung
Heimpels Wirkung blieb anders als bei seinem Göttinger Kollegen Percy Ernst Schramm auf den deutschsprachigen Raum beschränkt. Das Geschichtsbild der deutschen Historiker mit der Fixierung auf eine starke Kaisermacht im Mittelalter blieb auch nach 1945 vorherrschend. Noch 1974 urteilte Walther Kienast in seinem Werk Deutschland und Frankreich in der Kaiserzeit (900–1270) mit dem Unterkapitel Das Reich als europäische Führungsmacht über Heimpels Freiburger Universitätsrede Deutschlands Mittelalter – Deutschlands Schicksal: „Die Rede gehört zu dem Besten, was über das vielbehandelte Problem der deutschen Kaiserpolitik gesagt wurde.“ Seit den 1980er Jahren ist jedoch die Mediävistik zu zahlreichen neuen Einsichten über das mittelalterliche Königtum gelangt. Die Konzentration auf die Macht der deutschen Könige wurde aufgegeben. Als ein wesentliches Merkmal mittelalterlicher Herrschaft wird vielmehr in der modernen Mediävistik die konsensuale Herrschaft, das Zusammenwirken von König, Adel und Kirche, hervorgehoben.
Zu Heimpels 100. Geburtstag im Jahr 2001 verglich der Göttinger Wissenschaftshistoriker Klaus P. Sommer das Werk Die Vener von Gmünd und Strassburg mit den „grossen Werken“ des französischen Historikers Fernand Braudel. Er kam dabei zum Ergebnis, es handle sich um „ein Thema der 20er Jahre“, dessen Behandlung durch Heimpel „nicht im mindesten vergleichbar oder innovativ“ sei. Gegen Sommer bezog Klaus Graf im Internet Stellung. Die Frankfurter Allgemeine Zeitung veröffentlichte zum 100. Geburtstag Heimpels einen größeren Artikel.
Ein größeres öffentliches Gedenken an einer der zahlreichen Institutionen, denen Heimpel angehört hatte, blieb aber aus. Auch das von ihm gegründete Göttinger Max-Planck-Institut unternahm anlässlich seines 100. Geburtstages nichts. Es verlor nach 51 Jahren im Frühjahr 2007 seine historische Ausrichtung. Auf Beschluss der Max-Planck-Gesellschaft wurde es in ein Max-Planck-Institut zur Erforschung multireligiöser und multiethnischer Gesellschaften umgewandelt.

### Diskussion über Heimpels Rolle im Nationalsozialismus
Über seinen verehrten akademischen Lehrer Heimpel legte Hartmut Boockmann 1990 eine apologetische Biographie vor. Boockmann sprach Heimpel von nationalsozialistischen Verstrickungen regelrecht frei. Jede Kritik an Heimpels Verhalten in der NS-Zeit wurde von Boockmann als „postumer Antifaschismus“ abgetan. Bereits auf dem Historikertag 1994 in Leipzig hatte Peter Schöttler eine Aufklärung über Heimpel gefordert: „Heimpels Biographie und sein Verhalten im Dritten Reich bedürfen dringend einer kritischen Aufarbeitung.“ Die deutsche Geschichtswissenschaft begann sich erst sehr spät mit den Verstrickungen ihrer Vertreter in das „Dritte Reich“ zu beschäftigen. Dies löste 1998 auf dem Frankfurter Historikertag heftige Debatten aus. Die größte Aufmerksamkeit erzeugte die Sektion „Deutsche Historiker im Nationalsozialismus“ am 10. September 1998, die von Otto Gerhard Oexle und Winfried Schulze geleitet wurde. Dadurch wurde auch eine Diskussion zu Hermann Heimpel angestoßen. Nach Winfried Schulze, Gerd Helm und Thomas Ott unterstützte Heimpels Werk die nationalsozialistische Eroberungspolitik. Ein Beitrag der Sektion von Pierre Racine behandelte Heimpels Straßburger Jahre. Racine sieht in seinem Beitrag „Heimpels Rolle als Exponenten der deutschen Geschichtswissenschaft im Dritten Reich als durchaus ambivalent“ an. Arnold Esch betonte, „daß Heimpel einer der ganz wenigen unter den deutschen Historikern war [...], der sich zu seiner Schuld bekannt und darunter gelitten hat“.
Bislang ist erst ein Teil der Akten und Nachlässe, die Hermann Heimpel betreffen, frei zugänglich. Eine 400-seitige Quellenedition mit 80 Seiten ungedruckter Texte aus Heimpels Nachlass legte 1995 Sabine Krüger vor. Seine Personal- und Entnazifizierungsakte ist seit dem 23. Dezember 1998, Heimpels zehntem Todestag, zugänglich. Zwei „Vorreden“, die Heimpel zu Beginn des Sommer- und Wintersemesters 1933 bzw. 1933/34 hielt, sind von Michael Matthiesen entdeckt und publiziert worden. Eine Biographie über Heimpel ist eine Forschungslücke, allerdings war sein Nachlass in der Universitätsbibliothek Göttingen auf Wunsch der Erben bis 23. Dezember 2018 gesperrt. Ein einhellig akzeptiertes Gesamturteil über Heimpels Verhältnis zum Nationalsozialismus hat sich aus den bisherigen Forschungen nicht ergeben. Ursula Wolf (1996) sah Heimpels Weltbild „in hohem Maße von völkischem Gedankengut bestimmt“. Michael Matthiesen beurteilte ihn als „Mitläufer“. Für Helmut Heiber war er ein „Konjunktur-Aktivist“. Die unterschiedlichen Urteile der Historiker über Heimpels Haltung zum Nationalsozialismus führt Otto Gerhard Oexle auf das Fehlen von angemessenen Beurteilungskategorien zurück.

## Schriften (Auswahl)
Schriftenverzeichnisse erschienen in:
- Eva Geuss, Herbert Geuss: Veröffentlichungen von Hermann Heimpel. In: Festschrift für Hermann Heimpel zum 70. Geburtstag am 19. September 1971. Bd. 3. Vandenhoeck & Ruprecht, Göttingen 1972, ISBN 3-525-35346-4, S. 713–731.
- Eva Geuss, Herbert Geuss, Sabine Krüger: Veröffentlichungen von Herman Heimpel. In: Aspekte. Alte und neue Texte. Herausgegeben von Sabine Krüger. Wallstein Verlag, Göttingen 1995, ISBN 3-89244-095-6, S. 423–450.

Monographien
- Das Gewerbe der Stadt Regensburg im Mittelalter (= Vierteljahrsschrift für Sozial- und Wirtschaftsgeschichte. Beihefte. Bd. 9). Kohlhammer, Stuttgart 1926.
- Deutsches Mittelalter. Koehler & Amelang, Leipzig 1941.
- Die halbe Violine. Eine Jugend in der Residenzstadt München. Koehler, Stuttgart 1949.
- Der Mensch in seiner Gegenwart. Acht historische Essais. 2., erweiterte Auflage. Vandenhoeck & Ruprecht, Göttingen 1957 (online).
- Deutschland im späteren Mittelalter (= Sonderdruck aus Otto Brandt, Arnold Oskar Meyer, Leo Just: Handbuch der deutschen Geschichte, Bd. 1, Abschnitt 5). Akademische Verlags-Gesellschaft Athenaion, Konstanz 1957.
- Kapitulation vor der Geschichte? (= Kleine Vandenhoeck-Reihe. Bd. 27/27a). 3., vermehrte Auflage. Vandenhoeck & Ruprecht, Göttingen 1960.
- Zwei Historiker: Friedrich Christoph Dahlmann, Jacob Burckhardt (= Kleine Vandenhoeck-Reihe. Bd. 141). Vandenhoeck & Ruprecht, Göttingen 1962.
- Geschichtsvereine einst und jetzt. Vortrag gehalten am Tag der 70. Wiederkehr der Gründung des Geschichtsvereins für Göttingen und Umgebung (19. November 1962). Vandenhoeck & Ruprecht, Göttingen 1963.
- Drei Inquisitionsverfahren aus dem Jahre 1425. Akten der Prozesse gegen die deutschen Hussiten Johannes Drändorf und Peter Turnau sowie gegen Drändorfs Diener Martin Borchard (= Veröffentlichungen des Max-Planck-Instituts für Geschichte. Bd. 24). Vandenhoeck & Ruprecht, Göttingen 1969.
- Die Vener von Gmünd und Straßburg 1162–1447. Studien und Texte zur Geschichte einer Familie sowie des gelehrten Beamtentums in der Zeit der abendländischen Kirchenspaltung und der Konzilien von Pisa, Konstanz und Basel (= Veröffentlichungen des Max-Planck-Instituts für Geschichte. Bd. 52). 3 Bde. Vandenhoeck & Ruprecht, Göttingen 1982, ISBN 3-525-35378-2.

Aufsatzsammlung
- Aspekte. Alte und neue Texte. Herausgegeben von Sabine Krüger. Wallstein Verlag, Göttingen 1995, ISBN 3-89244-095-6.